# Yakubu Aiyegbeni
Yakubu Aiyegbeni (ur. 22 listopada 1982 w mieście Benin) – nigeryjski piłkarz grający na pozycji napastnika. Nosi przydomek „Yak”.

## Kariera klubowa

### Początki w Nigerii
Aiyegbeni pochodzi z miasta Benin. Jego pierwszym klubem w karierze był drugoligowy Okomo Oil, w barwach którego zadebiutował w 1998 roku w wieku 16 lat. Rok później przeszedł do Julius Berger FC z Lagos i w zespole tym grał przez pół roku będąc liderem strzelców Nigeria Premier League.

### Maccabi Hajfa - Izrael
Latem 1999 Aiyegbeni podpisał kontrakt z izraelskim klubem Maccabi Hajfa. Kosztował 0,5 miliona dolarów, jednak od razu został wypożyczony do Hapoelu Kefar Sawa. Dla Hapoelu strzelił 6 goli w lidze izraelskiej, jednak nie pomogło to zespołowi w utrzymaniu się w lidze (Hapoel zajął 13. miejsce). Latem 2000 powrócił do Maccabi i po zaliczeniu debiutu grał coraz częściej. W marcu 2001 był bliski podpisania kontraktu z Dynamem Kijów, ale klub z Hajfy przedłużył kontrakt z Yakubu i transfer nie doszedł do skutku. W lidze zagrał w 14 meczach i strzelił 3 gole (w meczach z Hapoelem Petach Tikwa, Maccabi Netanja i Beitarem Jerozolima). Maccabi wyprzedziło o 7 punktów drugi w tabeli Hapoel Tel Awiw i zostało mistrzem kraju. Latem 2001 Aiyegbenim interesowała się Chelsea F.C., jednak został na kolejny rok w Maccabi. W sezonie 2001/2002 Maccabi po raz drugi z rzędu zostało mistrzem Izraela, przy dość sporym udziale Yakubu, który zdobył 13 goli, będąc najlepszym strzelcem tego zespołu. Latem 2002 przebywał na testach w Derby County i zagrał nawet w kilku sparingach tego zespołu, jednak nie dostał pozwolenia na pracę i wrócił do Hajfy. W sezonie 2002/2003 grał w Maccabi tylko w rundzie jesiennej, w której to zdobył 8 goli. Do siatki trafiał również w spotkaniach Ligi Mistrzów, i na 5 z nich zdobył 5 goli, w tym hat-tricka z Olympiakosem Pireus.

### Portsmouth
Zimą 2003 zmienił klub. Wyjechał do Anglii i został wypożyczony do klubu z Division One, Portsmouth F.C. Już w debiucie, 1 lutego w wygranym 3:0 meczu z Grimsby Town zdobył gola, a tydzień później w wygranym 6:2 meczu z Derby uzyskał 2 bramki i 3 asysty. Na początku kwietnia doznał kontuzji ścięgna i nie grał przez ostatnie 2 miesiące ligi. Łącznie na zapleczu Premiership zagrał w 14 meczach i strzelił w nich 7 goli, co przyczyniło się do awansu „The Pompeys” o klasę wyżej. W Premiership Yakubu zadebiutował w 1. kolejce, 16 sierpnia 2003 w wygranym 2:1 meczu z Aston Villą, a w 2. kolejce w zremisowanym meczu z Manchesterem City zdobył swojego pierwszego gola w lidze. Sezon był udany zarówno dla Aiyegbeniego jak i całej drużyny Portsmouth. Zajęła ona bezpieczne, 13. miejsce w lidze, a Nigeryjczyk uzyskał 16 bramek i był nie tylko najlepszym strzelcem swojego zespołu, ale i jednym z najlepszych w całej Premiership. W sezonie 2004/2005 zdobył 13 goli, w tym kilka w najważniejszych momentach, które zaważyły o tym, że Portsmouth zdołało utrzymać się przed spadkiem.

### Middlesbrough
Latem 2005 Aiyegbeni za 7,5 miliona funtów przeszedł do zespołu Middlesbrough F.C. Tam rywalizował o miejsce w ataku z takimi piłkarzami jak Jimmy Floyd Hasselbaink czy Mark Viduka, ale wyszedł z tej rywalizacji zwycięsko i był podstawowym zawodnikiem „Boro”. W lidze zdobył 13 bramek, a najlepszy mecz rozegrał z Chelsea, gdy Middlesbrough wygrał aż 3:0, a Yakubu zdobył jedną z bramek i został uznany piłkarzem meczu. Była to jedna z 2 porażek Chelsea w sezonie. Yakubu zdobywał gole także z innymi potentatami Premiership, Arsenalem (2:1) i Manchesterem United (4:1). Nigeryjczyk dobrze grał także w Pucharze UEFA i zdobył między innymi gola w 1/8 z Romą w wygranym 1:0 meczu. W rewanżu Anglicy przegrali wprawdzie 1:2, ale awansowali dzięki bramce strzelonej na wyjeździe. Yakubu wystąpił także w przegranym 0:4 finale z Sevillą.

### Everton
W sierpniu 2007 przeszedł za kwotę 11,25 milionów funtów do Evertonu. W nowej drużynie zadebiutował 11 sierpnia w ligowym spotkaniu z Blackburn Rovers. Pierwszą bramkę zdobył natomiast 1 września w wygranym 2:1 wyjazdowym spotkaniu z Boltonem Wanderers. Szybko stało się największą gwiazdą klubu, strzelając 9 bramek zaliczył m.in. hat-tricka w meczu z Fulham (3:0). Debiutancki sezon zakończył z 29 ligowymi występami, w których zdobył 15 bramek.

### Blackburn Rovers
31 sierpnia 2011 przeszedł za 2 miliony funtów do Blackburn Rovers.

### Kariera w liczbach
| Sezon   | Klub                | Kraj    | Rozgrywki              | Mecze | Bramki |
| ------- | ------------------- | ------- | ---------------------- | ----- | ------ |
| 1998    | Okomo Oil           | Nigeria | 2. liga                | ?     | ?      |
| 1999    | Julius Berger FC    | Nigeria | Nigeria Premier League | ?     | ?      |
| 1999/00 | Maccabi Hajfa       | Izrael  | Ligat ha’Al            | 0     | 0      |
| 1999/00 | Hapoel Kefar Sawa   | Izrael  | Ligat ha’Al            | 23    | 6      |
| 2000/01 | Maccabi Hajfa       | Izrael  | Ligat ha’Al            | 14    | 3      |
| 2001/02 | Maccabi Hajfa       | Izrael  | Ligat ha’Al            | 22    | 13     |
| 2002/03 | Maccabi Hajfa       | Izrael  | Ligat ha’Al            | 13    | 8      |
| 2002/03 | Portsmouth F.C.     | Anglia  | Division One           | 14    | 7      |
| 2003/04 | Portsmouth F.C.     | Anglia  | Premier League         | 37    | 16     |
| 2004/05 | Portsmouth F.C.     | Anglia  | Premier League         | 30    | 13     |
| 2005/06 | Middlesbrough F.C.  | Anglia  | Premier League         | 34    | 13     |
| 2006/07 | Middlesbrough F.C.  | Anglia  | Premier League         | 38    | 12     |
| 2007/08 | Everton F.C.        | Anglia  | Premier League         | 29    | 15     |
| 2008/09 | Everton F.C.        | Anglia  | Premier League         | 14    | 4      |
| 2009/10 | Everton F.C.        | Anglia  | Premier League         | 25    | 5      |
| 2010/11 | Everton F.C.        | Anglia  | Premier League         | 14    | 1      |
| 2010/11 | Leicester City F.C. | Anglia  | Championship           | 20    | 11     |
| 2011/12 | Blackburn Rovers    | Anglia  | Premier League         | 30    | 17     |
| 2012    | Guangzhou R&F FC    | Chiny   | Super League           | 14    | 9      |
| 2013    | Guangzhou R&F FC    | Chiny   | Super League           | 29    | 15     |
| 2013/14 | Al-Rajjan SC        | Katar   | Qatar Stars League     | 29    | 15     |
| 2014/15 | Reading F.C.        | Anglia  | Championship           | 7     | 0      |
| 2015/16 | Kayserispor         | Turcja  | Süper Lig              |       |        |

## Kariera reprezentacyjna
W pierwszej reprezentacji Nigerii Aiyegbeni zadebiutował 22 kwietnia 2000 roku w wygranym 4:0 meczu z Erytreą rozegranym w ramach kwalifikacji do MŚ 2002, gdy wszedł w drugiej połowie na boisko zmieniając Tijjani Babangidę. Miał wówczas 17 lat. W tym samym roku był członkiem olimpijskiej kadry Nigerii na Olimpiadzie w Sydney. W pierwszym meczu z Hondurasem (3:3) zdobył jedną z bramek. Nigeria wyszła z grupy, ale w ćwierćfinale odpadła po klęsce 1:4 z Chile.
W 2002 roku Yakubu był bliski wyjazdu z kadrą Nigerii na Mistrzostwa Świata, był w szerokiej kadrze, jednak z powodu operacji oka musiał zrezygnować z uczestnictwa w tej imprezie. Był jednakże jednym z trzech rezerwowych na ten Mundial.
W 2003 roku Yakubu był jednym z najlepszych zawodników Nigerii w kwalifikacjach do Pucharu Narodów Afryki 2004. Najlepszy mecz rozegrał z Malawi, gdy zdobył 2 gole, a Nwankwo Kanu dołożył kolejne 2 i „Super Orły” wygrały 4:1.
W 2004 roku Aiyegbeni wystąpił w Pucharze Narodów Afryki. Wystąpił tam jednak w tylko jednym meczu, z Marokiem (0:1) i został wyrzucony z kadry i zawieszony za złamanie przepisów panujących w kadrze. Powrócił dopiero na eliminacje do Mistrzostw Świata w Niemczech po interwencji Sekretarza Nigeryjskiego Związku Piłki Nożnej, Taiwo Ogunjobiego.
W 2006 roku nie wziął udziału w Pucharze Narodów Afryki 2006, w którym Nigeria zajęła 3. miejsce. W Nigerii powszechnie znane są kłótnie Ayiegbeniego z selekcjonerem Augustine Eguavoenem, który nie powołuje napastnika do kadry.